# 西寨乡 (昔阳县)
西寨乡，曾是中华人民共和国山西省晋中市昔阳县下辖的一个乡镇级行政单位。2021年4月，撤销西寨乡，整建制并入沾尚镇。

## 行政区划
西寨乡下辖以下地区：
西寨村、宋家沟村、司家沟村、安家庄村、武家川村、直峪寺村、闹林沟村、窑沟村、七截村、贾庄村、庄窝村、东五川村、西五川村、白家泉村、红沾村、三烈村、小都村、漳漕村、曲峪村、茶臼沟村和柳林背村。